# 大久保忠愨
大久保 忠愨（おおくぼ ただなお、1829年5月20日（文政12年4月18日） - 1859年12月23日（安政6年11月30日））は、相模国小田原藩の第8代藩主。小田原藩大久保家10代。
第7代藩主・大久保忠真の長男・忠脩の長男。母は小笠原忠固の娘。正室は島津斉宣の娘。
天保2年（1831年）、父・忠脩が早世したため嫡子となり、天保8年（1837年）3月19日、祖父の忠真が急死したために家督を継いだ。まだ幼少だったため、忠真とともに改革を行なっていた二宮尊徳は重臣の反発によって失脚した。これにより、改革は後一歩のところで頓挫した。
安政6年（1859年）に31歳で死去した。跡は養嗣子の忠礼（讃岐国高松藩主・松平頼恕の子）が継いだ。

## 系譜
父母
- 大久保忠脩（実父）
- 小笠原忠固の娘（実母）
- 大久保忠真（養父）

正室
- 寵姫 ー 島津斉宣の娘

養子
- 大久保忠礼 ー 松平頼恕の五男